# Aeroportul Kuressaare
Aeroportul Kuressaare (IATA: URE, ICAO: EEKE) este un aeroport din Saaremaa Rural Municipality⁠(d), Regiunea Saare, Estonia ce deservește zona Kuressaare. Aeroportul a fost tranzitat în 2022 de 38.749 de pasageri. A fost deschis în 6 martie 1945 și numit după zona deservită.
Situat la o altitudine de 4 m, aeroportul dispune de 1 pistă. Este operat de AS Tallinna Lennujaam⁠(d).

## Infrastructură

### Piste
Aeroportul dispune de o singură pistă. Pista are orientarea 17/35.